# Liste der Nummer-eins-Hits in den Hot Dance Club Charts (2011)
| Singles |
| --- |
| - Swedish House Mafia vs. Tinie Tempah – Miami 2 Ibiza - 1 Woche (1. Januar – 7. Januar) - Chris Willis – Louder (Put Your Hands Up) - 1 Woche (8. Januar – 14. Januar) - Erika Jayne – One Hot Pleasure - 1 Woche (15. Januar – 21. Januar) - Katy Perry – Firework - 1 Woche (22. Januar – 28. Januar) - Cher – You Haven’t Seen the Last of Me - 1 Woche (29. Januar – 4. Februar) - Enrique Iglesias feat. Ludacris & DJ Frank E – Tonight (I’m Lovin’ You) - 1 Woche (5. Februar – 11. Februar) - David Guetta feat. Rihanna – Who’s That Chick? - 1 Woche (12. Februar – 18. Februar) - Selena Gomez & the Scene – A Year without Rain - 1 Woche (19. Februar – 25. Februar) - Martin Solveig & Dragonette – Hello - 1 Woche (26. Februar – 4. März) - Kylie Minogue – Better Than Today - 1 Woche (5. März – 11. März) - Yoko Ono – Move on Fast - 1 Woche (12. März – 18. März) - Britney Spears – Hold It Against Me - 1 Woche (19. März – 25. März) - Taio Cruz feat. Kylie Minogue & Travie McCoy – Higher - 1 Woche (26. März – 1. April) - Rihanna – S&M - 1 Woche (2. April – 8. April) - Jennifer Lopez feat. Pitbull – On the Floor - 1 Woche (9. April – 15. April) - Lady Gaga – Born This Way - 1 Woche (16. April – 22. April) - Katy Perry – E.T. - 1 Woche (23. April – 29. April) - Alexis Jordan – Good Girl - 1 Woche (30. April – 6. Mai) - Kerli – Army of Love - 1 Woche (7. Mai – 13. Mai) - Kat DeLuna – Dancing Tonight - 1 Woche (14. Mai – 20. Mai) - Chris Brown feat. Benny Benassi – Beautiful People - 1 Woche (21. Mai – 27. Mai) - Britney Spears – Till the World Ends - 1 Woche (28. Mai – 3. Juni) - INXS feat. Rob Thomas – Original Sin - 1 Woche (4. Juni – 10. Juni) - Michael Jackson – Hollywood Tonight - 1 Woche (11. Juni – 17. Juni) - Kristine W – Fade - 1 Woche (18. Juni – 24. Juni) - Lady Gaga – Judas - 1 Woche (25. Juni – 1. Juli) - Robyn – Call Your Girlfriend - 1 Woche (2. Juli – 8. Juli) - Beyoncé – Run the World (Girls) - 1 Woche (9. Juli – 15. Juli) - Katy Perry – Last Friday Night (T.G.I.F.) - 1 Woche (16. Juli – 22. Juli) - Jennifer Lopez feat. Lil Wayne – I’m Into You - 1 Woche (23. Juli – 29. Juli) - Selena Gomez & the Scene – Who Says - 1 Woche (30. Juli – 5. August) - Swedish House Mafia – Save the World - 1 Woche (6. August – 12. August) - Lady Gaga – The Edge of Glory - 1 Woche (13. August – 19. August) - Enrique Iglesias feat. Usher & Lil Wayne – Dirty Dancer - 1 Woche (20. August – 26. August) - Britney Spears – I Wanna Go - 1 Woche (27. August – 2. September) - Kylie Minogue – Put Your Hands Up (If You Feel Love) - 1 Woche (3. September – 9. September) - Beyoncé – Best Thing I Never Had - 1 Woche (10. September – 16. September) - Ono – Talking to the Universe - 1 Woche (17. September – 23. September) - Rihanna – California King Bed - 1 Woche (24. September – 30. September) - Leona Lewis feat. Avicii – Collide - 1 Woche (1. Oktober – 7. Oktober) - Luciana – I’m Still Hot - 1 Woche (8. Oktober – 14. Oktober) - Gloria Estefan – Wepa - 1 Woche (15. Oktober – 21. Oktober) - Dev – In the Dark - 1 Woche (22. Oktober – 28. Oktober) - Lady Gaga – Yoü and I - 1 Woche (29. Oktober – 4. November) - Jennifer Lopez – Papi - 1 Woche (5. November – 11. November) - Jessica Sutta – Show Me - 1 Woche (12. November – 18. November) - Rihanna feat. Calvin Harris – We Found Love - 2 Wochen (19. November – 2. Dezember) - LMFAO – Sexy and I Know It - 1 Woche (3. Dezember – 9. Dezember) - Selena Gomez & the Scene – Love You Like a Love Song - 1 Woche (10. Dezember – 16. Dezember) - Enrique Iglesias feat. Pitbull & The WAV.s – I Like How It Feels - 1 Woche (17. Dezember – 23. Dezember) - Beyoncé – Countdown - 1 Woche (24. Dezember – 30. Dezember) - Avicii – Levels - 1 Woche (31. Dezember 2011 – 6. Januar 2012) |